# Ligne 4 du tramway de Tallinn
La ligne 4 du tramway de Tallinn (en estonien : 4 Tallinna trammiliin) est une ligne de tramway de Tallinn qui circule entre Tondi et aéroport international à Tallinn en Estonie.

## Présentation
La ligne longe la rue Tondi, la rue de Pärnu, la place Viru, la rue de Narva, la rue Maneeži tänav, la rue Tartu maantee, la rue Majaka tänav, la rue Peterburi tee, la rue Keevis.
En septembre 2017, les arrêts Ülemiste et Lennujaam ont été mis en service,.

## Arrêts
| Arrêts          | Rue / lieu                               |
| --------------- | ---------------------------------------- |
| Tondi           | Gare de Tondi                            |
| Kalev           | Pärnu maantee                            |
| Tallinn-Väike   | Gare de Tallinn-Väikse                   |
| Vineeri         | Vineeri tänav                            |
| Kosmos          | Cinéma Kosmos                            |
| Vabaduse väljak | Vabaduse väljak                          |
| Viru            | Parc Tammsaare                           |
| Hobujaama       | Viru Keskus                              |
| Paberi          | Église de l'Aumônerie de Saint-Jean (et) |
| Keskturg        | Keskturg                                 |
| Bussijaam       | Gare routière de Tallinn                 |
| Lubja           | Lubja tänav                              |
| Majaka          | Majaka tänav                             |
| Sikupilli       | Sikupilli                                |
| Majaka põik     | Majaka tänav                             |
| Ülemiste jaa    | Centre commercial T1                     |
| Ülemiste linna  | Ülemiste City                            |
| Lennujaam       | Aéroport de Tallinn                      |
| Sources         |                                          |

## Galerie

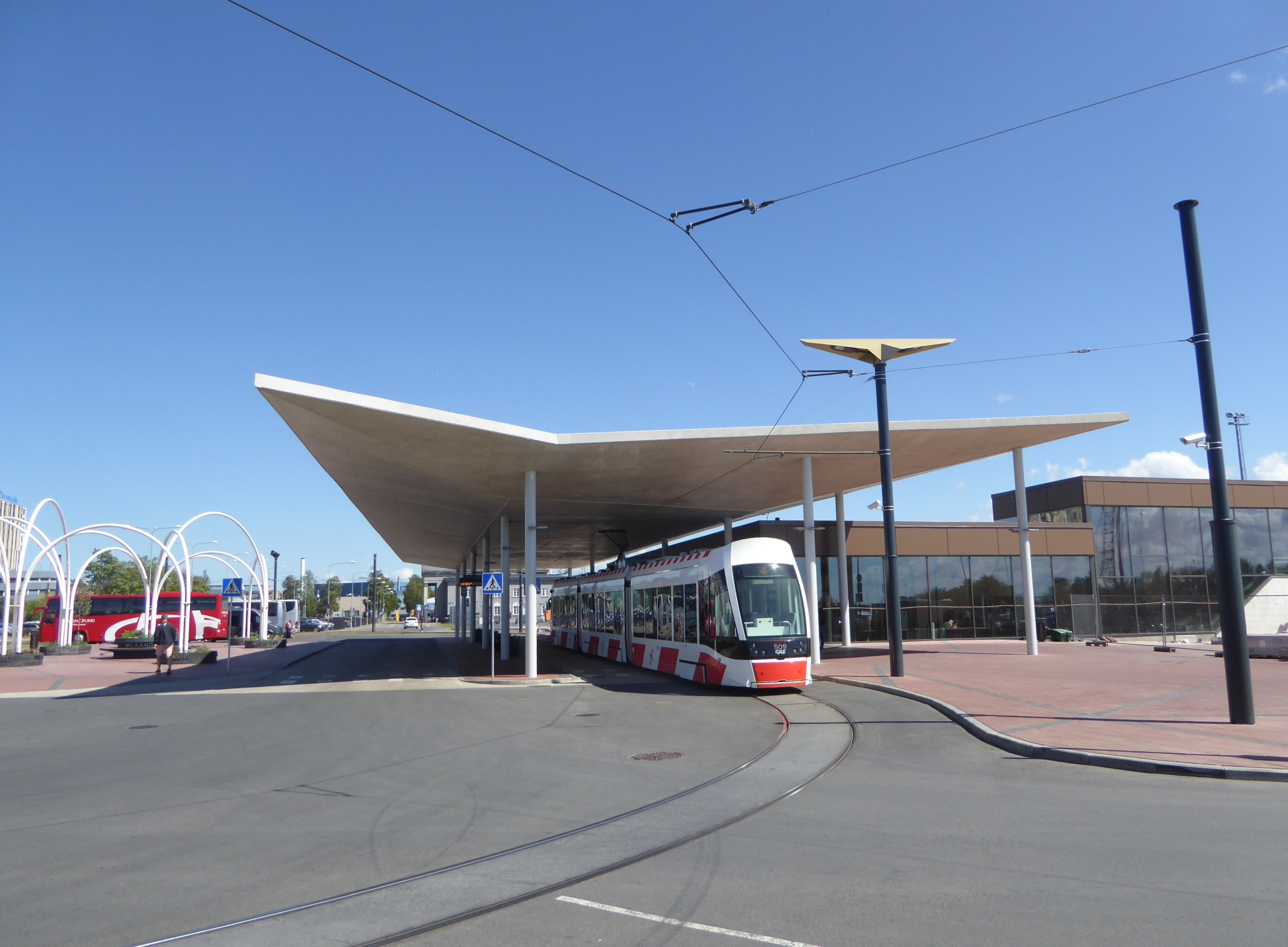
Arrêt Lennujaam
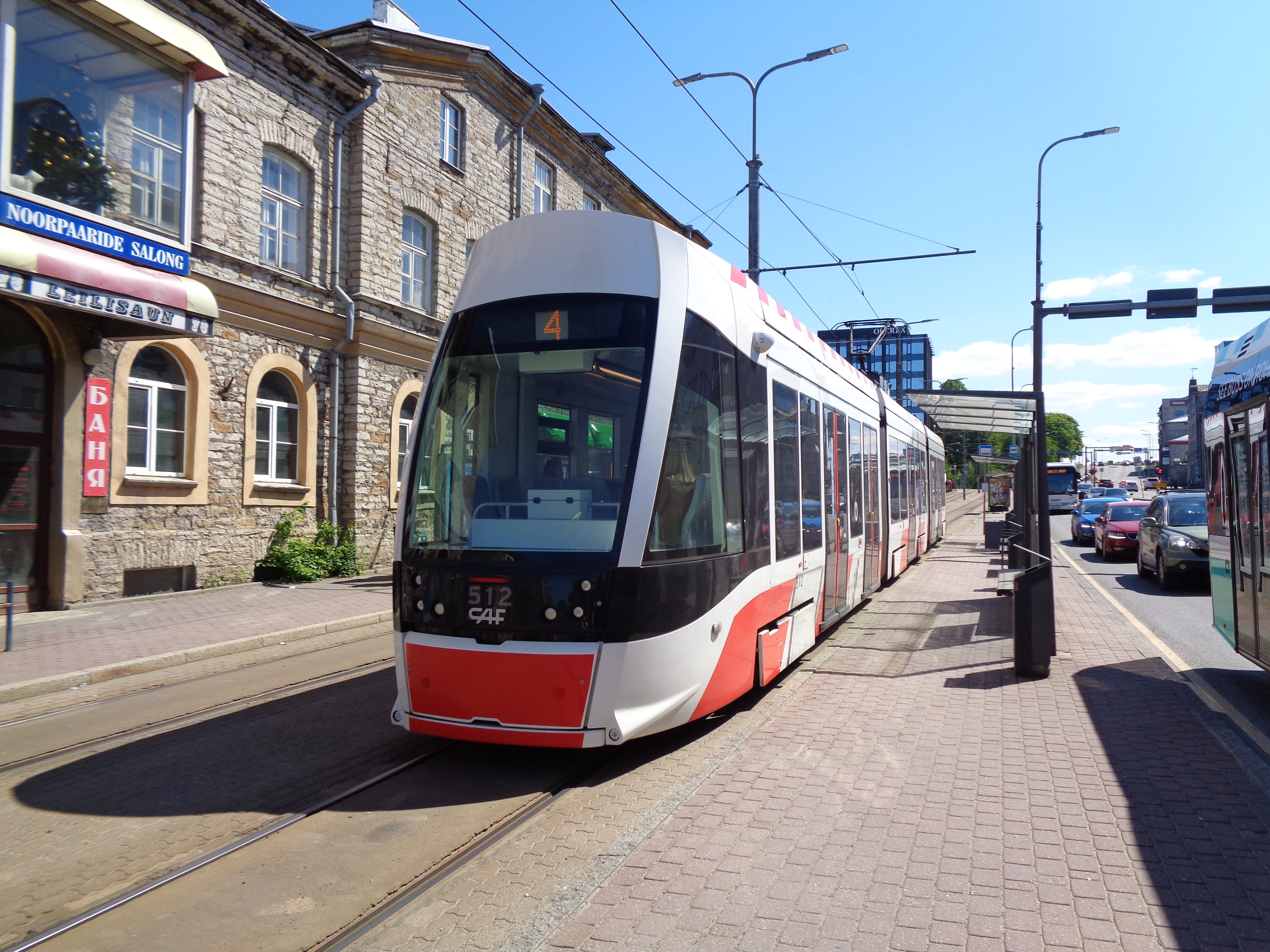
Arrêt
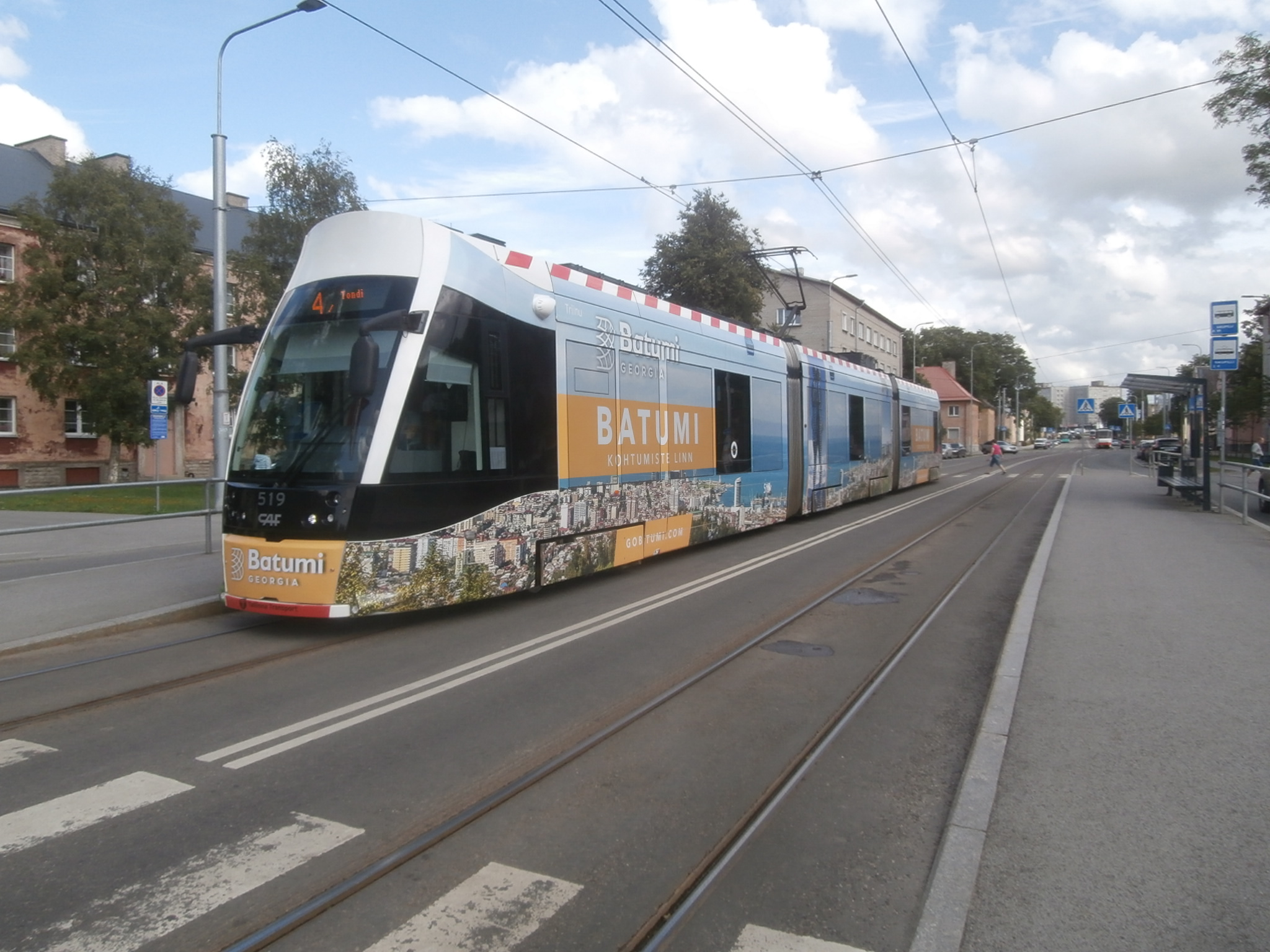
Arrêt Sikupilli
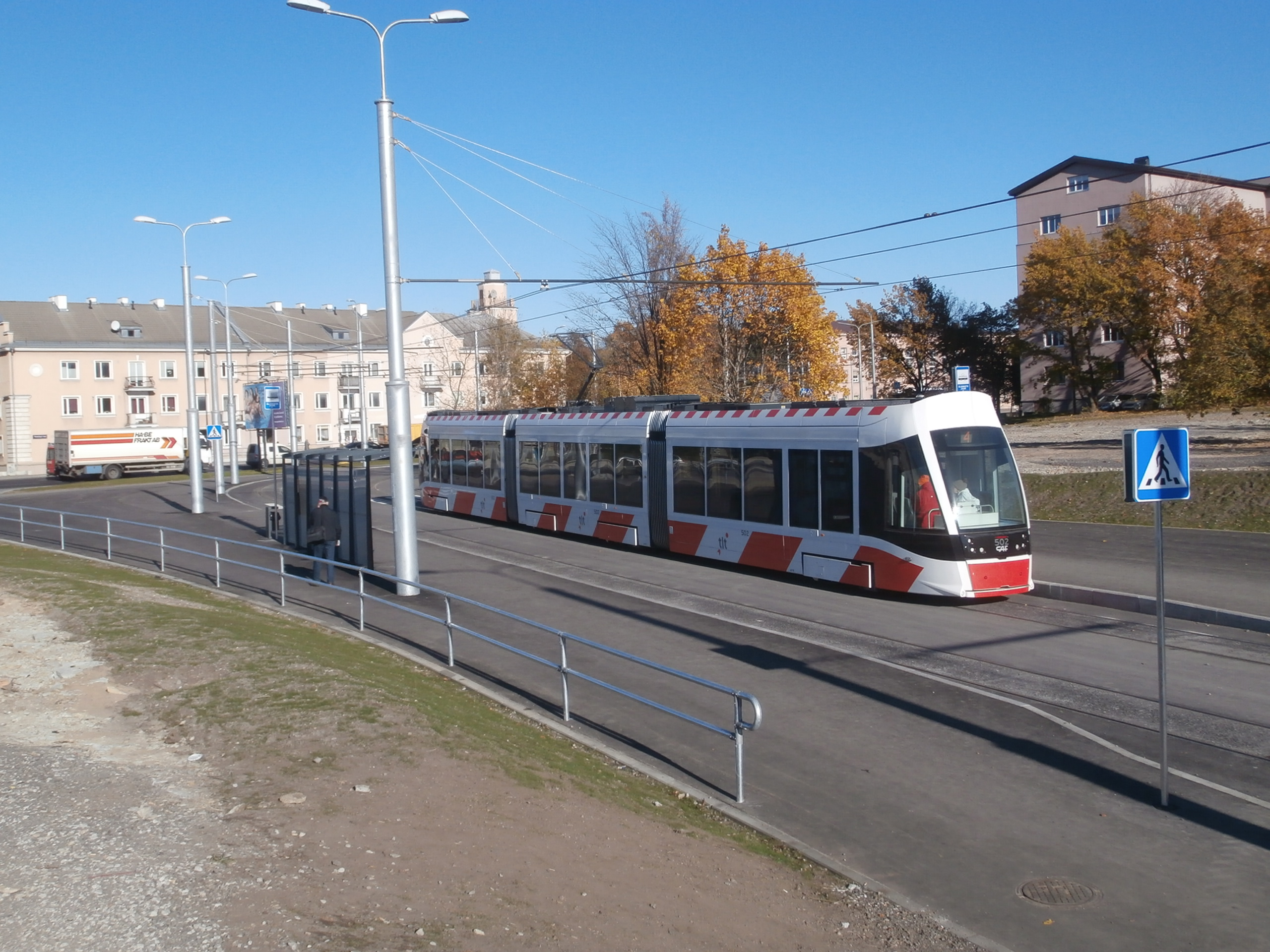
Arrêt Ülemiste jaam